# Мілбридж (Мен)
Мілбридж (англ. Milbridge) — місто (англ. town) в США, в окрузі Вашингтон штату Мен. Населення — 1375 осіб (2020).

## Демографія
Згідно з переписом 2010 року, у місті мешкали 1353 особи в 612 домогосподарствах у складі 345 родин. Було 1009 помешкань
Расовий склад населення:
| - 95,1 % — білих - 0,8 % — корінних американців - 0,2 % — чорних або афроамериканців - 0,1 % — азіатів - 2,8 % — осіб інших рас |

До двох чи більше рас належало 0,9 %. Частка іспаномовних становила 6,2 % від усіх жителів.
За віковим діапазоном населення розподілялося таким чином: 19,1 % — особи молодші 18 років, 57,1 % — особи у віці 18—64 років, 23,8 % — особи у віці 65 років та старші. Медіана віку мешканця становила 47,3 року. На 100 осіб жіночої статі у місті припадало 93,0 чоловіків;  на 100 жінок у віці від 18 років та старших — 94,1 чоловіків також старших 18 років.
Середній дохід на одне домашнє господарство  становив 52 372 долари США (медіана — 39 457), а середній дохід на одну сім'ю — 67 993 долари (медіана — 55 625). Медіана доходів становила 31 842 долари для чоловіків та 35 556 доларів для жінок. За межею бідності перебувало 12,5 % осіб, у тому числі 10,2 % дітей у віці до 18 років та 5,8 % осіб у віці 65 років та старших.
Цивільне працевлаштоване населення становило 562 особи. Основні галузі зайнятості: освіта, охорона здоров'я та соціальна допомога — 18,9 %, сільське господарство, лісництво, риболовля — 16,5 %, виробництво — 16,0 %.